# Mecia de Viladestes

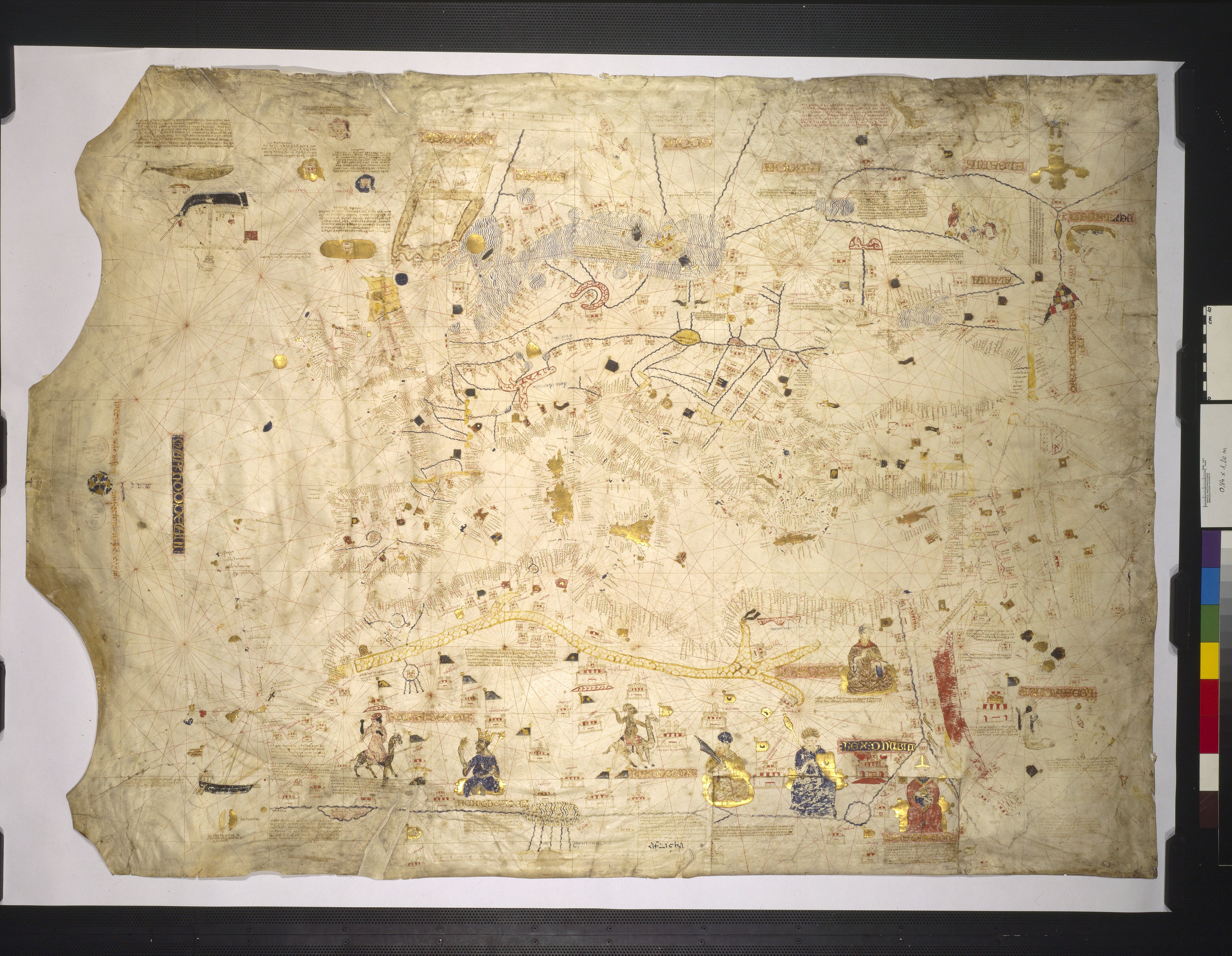
Portulano de Mecia de Viladestes (1413).

Mecia de Viladestes, também grafado como Macià de Viladestes (século XV), foi um cartógrafo judeu catalão, integrante da chamada "Escola de Maiorca".

## Biografia
Apresentando-se como "convertido", conseguiu uma licença para viajar de Maiorca para a Sicília em janeiro de 1401. Ele é um  exemplo de judeu maiorquino forçado à mudança de religião e protegido pelos soberanos do reino de Aragão.
Produziu em 1413 um portulano em pergaminho iluminado que representa a Europa e, conforme outros de sua escola, apresenta as rotas de comércio trans-saarianas, fruto de informações que a comunidade judaica estabelecia entre si através dos laços comerciais, em especial com Maiorca e Barcelona. Atualmente encontra-se na Bibliothèque nationale de France.